# Défricheurs d'imaginaire
Défricheurs d'imaginaire est un recueil de nouvelles de science-fiction en français, publié en Suisse aux éditions Bernard Campiche et paru en 2009, qui regroupe des textes publiés en Suisse durant une période s'étendant de la fin du XIXe siècle au début du XXIe siècle. Le recueil a été composé par Jean-François Thomas. Il porte comme sous-titre la mention « Une anthologie historique de science-fiction suisse romande ».
Il sera suivi en 2016 par un autre recueil sur la même thématique : Futurs insolites.

## Distinction
L'anthologie a reçu un « prix spécial » en 2010 lors de l’annonce des lauréats du Grand prix de l'Imaginaire.

## Extraits de la préface
« Une anthologie de science-fiction suisse romande. Voilà un projet qui peut sembler bizarre et incongru. Trouverait-on aussi, en nos contrées, des auteurs assez farfelus pour se livrer à l'exploration d'espaces imaginaires sans craindre la mauvaise réputation attachée à ce genre de littérature, dont aucune étude littéraire en Suisse romande ne parle, si ce n'est au détour d'une phrase ou d'une note égarée en bas de page ? Cette anthologie, qui regroupe dix-huit textes, dont le premier est né en 1884 et le plus récent en 2004 - soit un espace-temps de cent vingt ans -, est là pour le prouver. La science-fiction suisse romande existe bel et bien, sous la plume d'auteurs célèbres, réputés, peu connus voire carrément oubliés. (…) »
— Extraits de la préface.

## Liste des nouvelles

### L'Autopsie du Docteur Z***
- Auteur : Édouard Rod
- Parution : 1883-1884, dans La Revue contemporaine.
- Situation dans le recueil : pages 27 à 56
- Résumé :

### Anthéa ou l'étrange planète
- Auteur : Michel Epuy
- Parution : 1918, en feuilleton dans la revue La Semaine littéraire
- Situation dans le recueil : pages 57 à 105
- Résumé :

### Les Anekphantes
- Auteur : Roger Farney
- Parution :
- Situation dans le recueil : pages 107 à 186
- Résumé :

### La Grande découverte du savant Isobard
- Auteur : Albert Roulier.
- Parution : 1938, dans le recueil Sous le vieux tilleul : histoires de chez nous (Neuchâtel).
- Situation dans le recueil : pages 187 à 194.
- Résumé : Monsieur Isobard est à la fois météorologue, mathématicien et statisticien hors pair. Il a découvert le moyen de prévoir le temps de manière certaine. Le 31 mai, il publie ses prévisions pour le mois de juin. Ses « prévisions » se révèlent parfaitement exactes, à la grande stupeur de ses contemporains. Il publie ensuite ses prévisions météorologiques pour les mois de juillet et août. Là encore, pendant plusieurs semaines, ses prévisions sont exactes. Mais plusieurs corporations voient une baisse drastiques de leurs ventes : les marchands de parapluie et d'imperméables, les vendeurs de baromètres, etc. Les gens, connaissant les dates exactes de beau temps, se ruent aux festivités estivales quand il fait beau et restent chez eux les jours de mauvais temps. cela a des conséquences sur le tourisme et la fréquentation touristique. Il prévoit un jour de grêle : autant ceux qui ont rentré leurs foins sont heureux, autant les viticulteurs sont malheureux. Lorsque le 20 août, un tremblement de terre dans un pays éloigné modifie le climat prévu en Suisse, Monsieur Isobard manque d'être lynché par la foule en délire. Il se promet de cesser de prédire le temps : il est infiniment préférable que les gens ignorent de quoi demain sera fait.

### Une fable
- Auteur : Léon Bopp
- Parution : 1940, dans le recueil Drôle de monde (contes et contules irritants) (Éditions du Dialogue).
- Situation dans le recueil : pages 195 à 208.
- Résumé : Sur un ton humoristique et avec une écriture qui fait une large place aux néologismes (dynastithilde, ils maintinurent, ils perpétuirent), la nouvelle évoque la lutte de deux chefs d'État dont les pays sont limitrophes. Ces dirigeants se croient menacés par leur voisin. Chacun des deux est manipulé par son entourage et s'enferme dans une attitude paranoïaque et renfermée. Lorsque l'un des deux meurt, son entourage fait en sorte que son successeur ait la même politique politique, sociale et militaire que son prédécesseur.

### Les Secrets de Monsieur Merlin
- Auteur : Noëlle Roger
- Parution : 1937, dans la revue Lectures pour tous numéro spécial Noël sous le titre Merlin a son secret (conte de la télévision)
- Situation dans le recueil : pages 209 à 237
- Résumé :

### 4 chansons
- Auteur : Jean Villard Gilles
- Parution :
- Situation dans le recueil : pages 239 à 254
- Résumé :

### Homo Ludens
- Auteur : Gabrielle Faure.
- Parution : 1979, dans Evora (Vevey).
- Situation dans le recueil : pages 255 à 257.
- Résumé : En trois pages, l'auteur présente une société dystopique dans laquelle le Bonheur est obligatoire et où les gens sont obligés de rire et de s'amuser, sous peine de fortes sanctions.

### Ce jour-là
- Auteur : Odette Renaud-Vernet.
- Parution : 1979, dans le recueil Xannt (Lausanne).
- Dédicace : la nouvelle est dédiée à Michel Dentan.
- Situation dans le recueil : pages 259 à 271.
- Résumé : Dans une Suisse où l'ennui règne en maître, ce jour-là, le 27 octobre, la totalité de l'électricité disparaît mystérieusement. Toutes mes machines s'arrêtent. Mais aussi les véhicules et les montres. On échafaude des hypothèses. Est-ce le Jour du Jugement Dernier ? Mais dans cette Suisse si ennuyeuse et si triste, « qu'y aura-t-il à juger au juste ? ».

### Ego Lane
- Auteur : Jacques-Michel Pittier.
- Parution : 1980, dans La Corde raide (Lausanne).
- Situation dans le recueil : pages 273 à 277.
- Résumé : Ego et Lane sont dans le Jardin. Ils sont heureux. Près d'eux se trouve le Limure, un étrange animal. Un jour, en présence du Limure, Lane propose à Ego de consommer le Fruit Défendu. Ils ignorent qu'ils sont des artefacts, sujets d'expérience d'humains qui testent leur comportement : tout être pensant, même programmé, reproduit-il le « schéma d'Adam et Ève » ?

### La Maison de l'araignée
- Auteur : Wildy Petoud
- Parution :
- Situation dans le recueil : pages 279 à 293
- Résumé :

### Martien vole
- Auteur : Rolf Kesselring
- Parution :
- Situation dans le recueil : pages 295 à 320
- Résumé :

### Le Trou
- Auteur : Marie-Claire Dewarrat
- Parution :
- Situation dans le recueil : pages 321 à 336
- Résumé :

### Château d'eau
- Auteur : Bernard Comment
- Parution :
- Situation dans le recueil : pages 337 à 359
- Résumé :

### Granules
- Auteur : Claude Luezior
- Parution :
- Situation dans le recueil : pages 361 à 384
- Résumé :

### Mais aussi un cadenas, des menottes, une bille et un désir
- Auteur : Sylvie Neeman Romascano
- Parution :
- Situation dans le recueil : pages 385 à 392
- Résumé :

### Délocalisation
- Auteur : François Rouiller
- Parution :
- Situation dans le recueil : pages 393 à 443
- Résumé :

### Comme une fumée
- Auteur : Georges Panchard
- Parution :
- Situation dans le recueil : pages 445 à 489
- Résumé :

## Avis critique
« S'avisant que la Science-fiction suisse, et plus précisément romande, était fort mal connue des lecteurs, Jean-François Thomas a eu l'excellente idée de réunir une anthologie historique dans laquelle il publie les meilleurs — ou les plus caractéristiques — des textes du genre publiés durant une période s'étendant de la fin du XIXe siècle (1884) au début du XXIe (2004). Il permet ainsi de (re)découvrir des écrivains tombés dans l'oubli ou des auteurs contemporains. Cette anthologie est un véritable ouvrage de référence grâce — entre autres — à une préface copieusement documentée qui retrace l'histoire de l'Imaginaire suisse. (…) Pour clore l'anthologie, le dictionnaire d'auteurs donne les références des autres œuvres des auteurs sélectionnés pour ces cent vingt années de science-fiction suisse romande. Ceci est une excellente chose, car ce panorama ouvre l'appétit et donne envie d'y revenir ! »
— Premier et dernier paragraphes de la note critique publiée dans Galaxies n°7, hiver 2010, p. 172 et 173.